# Wilhelm Christian Gmelin
Wilhelm Christian Gmelin (* 30. September 1684 in Botnang; † 3. April 1746 in Iptingen) war ein deutscher Geistlicher.

## Leben
Wilhelm Christian Gmelin wurde als Sohn des Pfarrers Johann Wilhelm Gmelin geboren. 1703 erlangte er den Grad eines Magisters. Er schloss sich – wie auch sein Bruder Sigmund Christian Gmelin – den Pietisten an und radikalisierte sich unter dem Einfluss kirchenkritischer Literatur. Wegen seiner Kritik an der Lehre der Kirche in zwei von ihm verfassten Schriften wurde er 1708 als Vikar in Holzgerlingen aus dem Kirchendienst entlassen. Später kehrte er zurück, wurde 1717 Pfarradjunkt in Ochsenbach und 1723 dort als Pfarrer eingesetzt. 1738 übernahm er die Pfarrstelle in Iptingen. Dieses Amt behielt er bis zu seinem Tod am 3. April 1746 im Alter von 61 Jahren; er hatte keine Kinder, obwohl er verheiratet war.
Gmelin, der auch Kirchenlieder dichtete, gründete eine Stiftung für arme Schüler in Iptingen.
In Iptingen wirkte seit 1785 der Leinenweber Johann Georg Rapp als Führungspersönlichkeit und Organisator der württembergischen Separatisten.   

## Werke
- Das große Geheimniß der Offenbarung Jesu Christi in uns